# Паль (Андорра)
Паль (кат. Pal) — деревня в Андорре, на территории общины Ла-Масана. Расположена на западе страны, в 4 км к западу от города Ла-Масана, на высоте 1551 м над уровнем моря.
В деревне имеется церковь XI века, построенная в романском стиле и посвящённая св. Клименту. Над деревней, в лесу Паль, в 1982 году был основан горнолыжный курорт, объединённый сейчас с курортом Аринсаль, образовав курорт Вальнорд.
Население деревни по данным на 2014 год составляет 250 человек.
Динамика численности населения:
| 2007 | 2008 | 2009 | 2010 | 2011 | 2012 | 2013 | 2014 |
| ---- | ---- | ---- | ---- | ---- | ---- | ---- | ---- |
| 225  | 243  | 229  | 215  | 222  | 236  | 236  | 250  |